# Абачев Еседулла Абдулмумінович
Еседулла Абдулмумінович Абачев (нар.. 13 червня 1968, с. Зільдік, Хівський район, Дагестанська АРСР, Російська РФСР, СРСР) — російський воєначальник, командувач 2-м армійським корпусом Народної міліції ЛНР з 2022 року. Герой Російської Федерації (2022). Герой Луганської Народної Республіки (2022). Генерал-майор (2021).

## Біографія
Народився 1968 року в селі Зільдік Хівського району Дагестанської АРСР Російська РФСР. У 1989 році закінчив Харківське гвардійське вище танкове командне училище, у 2002 році — Загальновійськову академію Збройних Сил Російської Федерації.
У різні роки проходив військову службу: начальником служби матеріально-технічного забезпечення 78-ї автобронетанкової бригади; командиром полку, потім командиром 19-ї окремої мотострілецької бригади (2014—2017 рр.); начальником штабу 5-ї загальновійськової армії ЗС РФ (2017—2021 рр.); повноважним представником Міністерства оборони Російської Федерації в республіці Дагестан (2021—2022 рр.).
Брав участь у бойових діях у складі ЗС РФ: вірмено-азербайджанському конфлікті, другій російсько-чеченській війні, російсько-грузинській війні у 2008 році, інтервенції Росії в Сирії.
Указом Президента Російської Федерації від 18 березня 2021 № 148 Еседуллі Абачеву присвоєно військове звання генерал-майор .
24 лютого 2022 року з початком вторгнення Росії в Україну Еседула Абачов Указом Голови Луганської Народної Республіки був призначений командувачем 2-го армійського корпусу Народної міліції ЛНР. 20 квітня 2022 року, Указом Глави Луганської Народної Республіки за «героїзм і мужність, виявлені при виконанні військового обов'язку зі звільнення та захисту населених пунктів Луганської та Донецької народних республік», Еседуллі Абдулмуміновичу, вручено відзнаку — медаль «Золота Зірка».
4 липня 2022 указом Президента Росії удостоєний звання Героя Російської Федерації разом з командувачем військ Центрального військового округу Олександром Лапіним за окупацію російським військами Луганщини.
В ніч з 16 на 17 серпня 2025 року в Курській області внаслідок українського удару був тяжко поранений.

## Нагороди
- Герой Російської Федерації (4 липня 2022 р.)
- Герой Луганської Народної Республіки (20 квітня 2022 р.[7]);
- орден Кадирова (16 травня 2022 р.[8]);
- орден Мужності ;
- орден «За військові заслуги» ;
- медалі ордену «За заслуги перед Батьківщиною» І (з мечами) та ІІ ступенів;
- медаль «За відвагу» ;
- медаль «За відмінність у військовій службі» ІІ ступеня;
- низка відомчих медалей Міноборони Росії;
- медаль «Бойова співдружність» (Сирія) ;
- медаль «За бойову співдружність» (Південна Осетія).